# 1955 en els vols espacials
Aquest article és una llista d'esdeveniments de vols espacials relacionats que es van produir el 1955.

## Llançaments
| Data i hora (UTC)    | Coet                                                      | Coet                                         | Plataforma de llançament                       | Plataforma de llançament                       | LSP                                                    | LSP                                                    |
| -------------------- | --------------------------------------------------------- | -------------------------------------------- | ---------------------------------------------- | ---------------------------------------------- | ------------------------------------------------------ | ------------------------------------------------------ |
| Data i hora (UTC)    | Càrrega útil                                              | Operador                                     | Òrbita                                         | Funció                                         | Deteriorament (UTC)                                    | Resultat                                               |
| Data i hora (UTC)    | Comentaris                                                |                                              |                                                |                                                |                                                        |                                                        |
| Gener                |                                                           |                                              |                                                |                                                |                                                        |                                                        |
| 20 de gener          | Unió Soviètica - R-5M Pobeda                              | Unió Soviètica - R-5M Pobeda                 | Unió Soviètica - Kapustin Iar                  | Unió Soviètica - Kapustin Iar                  | Unió Soviètica - OKB-1                                 | Unió Soviètica - OKB-1                                 |
| 20 de gener          |                                                           | OKB-1                                        | Suborbital                                     | Prova de míssils                               | 20 de gener                                            | Reeixit                                                |
| 20 de gener          | Apogeu: 500 km                                            |                                              |                                                |                                                |                                                        |                                                        |
| 25 de gener          | Alemanya - Unió Soviètica - R-1E                          | Alemanya - Unió Soviètica - R-1E             | Unió Soviètica - Kapustin Iar                  | Unió Soviètica - Kapustin Iar                  | Unió Soviètica - OKB-1                                 | Unió Soviètica - OKB-1                                 |
| 25 de gener          |                                                           | OKB-1                                        | Suborbital                                     | Biològic                                       | 25 de gener                                            | Reeixit                                                |
| 25 de gener          | Apogeu: 100 km                                            |                                              |                                                |                                                |                                                        |                                                        |
| 28 de gener          | Alemanya - Unió Soviètica - R-1                           | Alemanya - Unió Soviètica - R-1              | Unió Soviètica - Kapustin Iar                  | Unió Soviètica - Kapustin Iar                  | Unió Soviètica - OKB-1                                 | Unió Soviètica - OKB-1                                 |
| 28 de gener          |                                                           | OKB-1                                        | Suborbital                                     | Prova de míssils                               | 28 de gener                                            | Reeixit                                                |
| 28 de gener          | Apogeu: 100 km                                            |                                              |                                                |                                                |                                                        |                                                        |
| 29 de gener          | Alemanya - Unió Soviètica - R-1                           | Alemanya - Unió Soviètica - R-1              | Unió Soviètica - Kapustin Iar                  | Unió Soviètica - Kapustin Iar                  | Unió Soviètica - OKB-1                                 | Unió Soviètica - OKB-1                                 |
| 29 de gener          |                                                           | OKB-1                                        | Suborbital                                     | Prova de míssils                               | 29 de gener                                            | Reeixit                                                |
| 29 de gener          | Apogeu: 100 km                                            |                                              |                                                |                                                |                                                        |                                                        |
| Gener                | Unió Soviètica - R-5 Pobeda                               | Unió Soviètica - R-5 Pobeda                  | Unió Soviètica - Kapustin Iar                  | Unió Soviètica - Kapustin Iar                  | Unió Soviètica - OKB-1                                 | Unió Soviètica - OKB-1                                 |
| Gener                | Unió Soviètica - LKI-III                                  | OKB-1                                        | Suborbital                                     | Prova de míssils                               | rowspan=1                                              | Reeixit                                                |
| Gener                | Apogeu: 300 km                                            |                                              |                                                |                                                |                                                        |                                                        |
| Gener                | Unió Soviètica - R-5 Pobeda                               | Unió Soviètica - R-5 Pobeda                  | Unió Soviètica - Kapustin Iar                  | Unió Soviètica - Kapustin Iar                  | Unió Soviètica - OKB-1                                 | Unió Soviètica - OKB-1                                 |
| Gener                | Unió Soviètica - LKI-III                                  | OKB-1                                        | Suborbital                                     | Prova de míssils                               | rowspan=1                                              | Reeixit                                                |
| Gener                | Apogeu: 300 km                                            |                                              |                                                |                                                |                                                        |                                                        |
| Gener                | Unió Soviètica - R-5 Pobeda                               | Unió Soviètica - R-5 Pobeda                  | Unió Soviètica - Kapustin Iar                  | Unió Soviètica - Kapustin Iar                  | Unió Soviètica - OKB-1                                 | Unió Soviètica - OKB-1                                 |
| Gener                | Unió Soviètica - LKI-III                                  | OKB-1                                        | Suborbital                                     | Prova de míssils                               | rowspan=1                                              | Reeixit                                                |
| Gener                | Apogeu: 300 km                                            |                                              |                                                |                                                |                                                        |                                                        |
| Gener                | Unió Soviètica - R-11 Zemlya                              | Unió Soviètica - R-11 Zemlya                 | Unió Soviètica - Kapustin Iar                  | Unió Soviètica - Kapustin Iar                  | Unió Soviètica - OKB-1                                 | Unió Soviètica - OKB-1                                 |
| Gener                |                                                           | OKB-1                                        | Suborbital                                     | Prova de míssils                               | rowspan=1                                              | Desconegut                                             |
| Gener                | Apogeu: 150 km                                            |                                              |                                                |                                                |                                                        |                                                        |
| Febrer               |                                                           |                                              |                                                |                                                |                                                        |                                                        |
| 3 de febrer          | Alemanya - Unió Soviètica - R-1                           | Alemanya - Unió Soviètica - R-1              | Unió Soviètica - Kapustin Iar                  | Unió Soviètica - Kapustin Iar                  | Unió Soviètica - OKB-1                                 | Unió Soviètica - OKB-1                                 |
| 3 de febrer          |                                                           | OKB-1                                        | Suborbital                                     | Prova de míssils                               | 3 de febrer                                            | Reeixit                                                |
| 3 de febrer          | Apogeu: 100 km                                            |                                              |                                                |                                                |                                                        |                                                        |
| 4 de febrer 21:55    | Estats Units - Viking                                     | Estats Units - Viking                        | Estats Units - White Sands NLA-1               | Estats Units - White Sands NLA-1               | Estats Units - Marina dels Estats Units d'Amèrica      | Estats Units - Marina dels Estats Units d'Amèrica      |
| 4 de febrer 21:55    | Estats Units - Viking 12                                  | NRL                                          | Suborbital                                     | Prova de REV                                   | 4 de febrer                                            | Reeixit                                                |
| 4 de febrer 21:55    | Apogeu: 231 km                                            |                                              |                                                |                                                |                                                        |                                                        |
| 5 de febrer          | Alemanya - Unió Soviètica - R-1E                          | Alemanya - Unió Soviètica - R-1E             | Unió Soviètica - Kapustin Iar                  | Unió Soviètica - Kapustin Iar                  | Unió Soviètica - OKB-1                                 | Unió Soviètica - OKB-1                                 |
| 5 de febrer          |                                                           | OKB-1                                        | Suborbital                                     | Biològic                                       | 5 de febrer                                            | Reeixit                                                |
| 5 de febrer          | Apogeu: 100 km                                            |                                              |                                                |                                                |                                                        |                                                        |
| 7 de febrer 18:51    | Estats Units - Aerobee RTV-A-1a                           | Estats Units - Aerobee RTV-A-1a              | Estats Units - Holloman LC-A                   | Estats Units - Holloman LC-A                   | Estats Units - Força Aèria dels Estats Units d'Amèrica | Estats Units - Força Aèria dels Estats Units d'Amèrica |
| 7 de febrer 18:51    |                                                           | Força Aèria dels Estats Units d'Amèrica/Utah | Suborbital                                     |                                                | 7 de febrer                                            | Reeixit                                                |
| 7 de febrer 18:51    | Apogeu: 120 km                                            |                                              |                                                |                                                |                                                        |                                                        |
| 7 de febrer          | Unió Soviètica - R-5 Pobeda                               | Unió Soviètica - R-5 Pobeda                  | Unió Soviètica - Kapustin Iar                  | Unió Soviètica - Kapustin Iar                  | Unió Soviètica - OKB-1                                 | Unió Soviètica - OKB-1                                 |
| 7 de febrer          | Unió Soviètica - LKI-III                                  | OKB-1                                        | Suborbital                                     | Prova de míssils                               | rowspan=1                                              | Reeixit                                                |
| 7 de febrer          | Apogeu: 300 km                                            |                                              |                                                |                                                |                                                        |                                                        |
| 7 de febrer          | Alemanya - Unió Soviètica - R-1                           | Alemanya - Unió Soviètica - R-1              | Unió Soviètica - Kapustin Iar                  | Unió Soviètica - Kapustin Iar                  | Unió Soviètica - OKB-1                                 | Unió Soviètica - OKB-1                                 |
| 7 de febrer          |                                                           | OKB-1                                        | Suborbital                                     | Prova de míssils                               | 7 de febrer                                            | Reeixit                                                |
| 7 de febrer          | Apogeu: 100 km                                            |                                              |                                                |                                                |                                                        |                                                        |
| 21 de febrer 18:25   | Estats Units - Aerobee RTV-N-10c                          | Estats Units - Aerobee RTV-N-10c             | Estats Units - White Sands LC-35               | Estats Units - White Sands LC-35               | Estats Units - Marina dels Estats Units d'Amèrica      | Estats Units - Marina dels Estats Units d'Amèrica      |
| 21 de febrer 18:25   | Estats Units - Sunfollower                                | NRL                                          | Suborbital                                     |                                                | 21 de febrer                                           | Reeixit                                                |
| 21 de febrer 18:25   | Apogeu: 115 km                                            |                                              |                                                |                                                |                                                        |                                                        |
| Febrer               | Unió Soviètica - R-5M Pobeda                              | Unió Soviètica - R-5M Pobeda                 | Unió Soviètica - Kapustin Iar                  | Unió Soviètica - Kapustin Iar                  | Unió Soviètica - OKB-1                                 | Unió Soviètica - OKB-1                                 |
| Febrer               |                                                           | OKB-1                                        | Suborbital                                     | Prova de míssils                               | rowspan=1                                              | Reeixit                                                |
| Febrer               | Apogeu: 500 km                                            |                                              |                                                |                                                |                                                        |                                                        |
| Febrer               | Unió Soviètica - R-5M Pobeda                              | Unió Soviètica - R-5M Pobeda                 | Unió Soviètica - Kapustin Iar                  | Unió Soviètica - Kapustin Iar                  | Unió Soviètica - OKB-1                                 | Unió Soviètica - OKB-1                                 |
| Febrer               |                                                           | OKB-1                                        | Suborbital                                     | Prova de míssils                               | rowspan=1                                              | Reeixit                                                |
| Febrer               | Apogeu: 500 km                                            |                                              |                                                |                                                |                                                        |                                                        |
| Febrer               | Unió Soviètica - R-11 Zemlya                              | Unió Soviètica - R-11 Zemlya                 | Unió Soviètica - Kapustin Iar                  | Unió Soviètica - Kapustin Iar                  | Unió Soviètica - OKB-1                                 | Unió Soviètica - OKB-1                                 |
| Febrer               |                                                           | OKB-1                                        | Suborbital                                     | Prova de míssils                               | rowspan=1                                              | Desconegut                                             |
| Febrer               | Apogeu: 150 km                                            |                                              |                                                |                                                |                                                        |                                                        |
| Març                 |                                                           |                                              |                                                |                                                |                                                        |                                                        |
| 19 de març 06:00     | Estats Units - Aerobee RTV-N-10                           | Estats Units - Aerobee RTV-N-10              | Estats Units - White Sands LC-35               | Estats Units - White Sands LC-35               | Estats Units - Marina dels Estats Units d'Amèrica      | Estats Units - Marina dels Estats Units d'Amèrica      |
| 19 de març 06:00     | Estats Units - Airglow                                    | NRL                                          | Suborbital                                     |                                                | 19 de març                                             | Reeixit                                                |
| 19 de març 06:00     | Apogeu: 115 km                                            |                                              |                                                |                                                |                                                        |                                                        |
| 29 de març 16:47     | Estats Units - Aerobee RTV-A-1a                           | Estats Units - Aerobee RTV-A-1a              | Estats Units - Holloman LC-A                   | Estats Units - Holloman LC-A                   | Estats Units - Força Aèria dels Estats Units d'Amèrica | Estats Units - Força Aèria dels Estats Units d'Amèrica |
| 29 de març 16:47     |                                                           | Força Aèria dels Estats Units d'Amèrica      | Suborbital                                     |                                                | 29 de març                                             | Reeixit                                                |
| 29 de març 16:47     | Apogeu: 112 km                                            |                                              |                                                |                                                |                                                        |                                                        |
| Març                 | Unió Soviètica - R-5M Pobeda                              | Unió Soviètica - R-5M Pobeda                 | Unió Soviètica - Kapustin Iar                  | Unió Soviètica - Kapustin Iar                  | Unió Soviètica - OKB-1                                 | Unió Soviètica - OKB-1                                 |
| Març                 |                                                           | OKB-1                                        | Suborbital                                     | Prova de míssils                               | rowspan=1                                              | Reeixit                                                |
| Març                 | Apogeu: 500 km                                            |                                              |                                                |                                                |                                                        |                                                        |
| Març                 | Unió Soviètica - R-5M Pobeda                              | Unió Soviètica - R-5M Pobeda                 | Unió Soviètica - Kapustin Iar                  | Unió Soviètica - Kapustin Iar                  | Unió Soviètica - OKB-1                                 | Unió Soviètica - OKB-1                                 |
| Març                 |                                                           | OKB-1                                        | Suborbital                                     | Prova de míssils                               | rowspan=1                                              | Reeixit                                                |
| Març                 | Apogeu: 500 km                                            |                                              |                                                |                                                |                                                        |                                                        |
| Abril                |                                                           |                                              |                                                |                                                |                                                        |                                                        |
| 8 d'abril 15:19      | Estats Units - Nike-Deacon                                | Estats Units - Nike-Deacon                   | Estats Units - Wallops Island                  | Estats Units - Wallops Island                  | Estats Units - Força Aèria dels Estats Units d'Amèrica | Estats Units - Força Aèria dels Estats Units d'Amèrica |
| 8 d'abril 15:19      | Estats Units - DAN-1                                      | Força Aèria dels Estats Units d'Amèrica      | Suborbital                                     | Vol de proves                                  | 8 d'abril                                              | Reeixit                                                |
| 8 d'abril 15:19      | Apogeu: 108 km                                            |                                              |                                                |                                                |                                                        |                                                        |
| 8 d'abril            | Estats Units - Nike-Nike-Tri-Deacon-T40                   | Estats Units - Nike-Nike-Tri-Deacon-T40      | Estats Units - Wallops Island                  | Estats Units - Wallops Island                  | Estats Units - PARD                                    | Estats Units - PARD                                    |
| 8 d'abril            |                                                           | PARD                                         | Suborbital                                     | Termodinàmica                                  | 8 d'abril                                              | Error de llançament                                    |
| 8 d'abril            | Apogeu: 18 km                                             |                                              |                                                |                                                |                                                        |                                                        |
| 8 d'abril            | Alemanya - Unió Soviètica - R-1                           | Alemanya - Unió Soviètica - R-1              | Unió Soviètica - Kapustin Iar                  | Unió Soviètica - Kapustin Iar                  | Unió Soviètica - OKB-1                                 | Unió Soviètica - OKB-1                                 |
| 8 d'abril            |                                                           | OKB-1                                        | Suborbital                                     | Prova de míssils                               | 8 d'abril                                              | Reeixit                                                |
| 8 d'abril            | Apogeu: 100 km                                            |                                              |                                                |                                                |                                                        |                                                        |
| 9 d'abril            | Alemanya - Unió Soviètica - R-1                           | Alemanya - Unió Soviètica - R-1              | Unió Soviètica - Kapustin Iar                  | Unió Soviètica - Kapustin Iar                  | Unió Soviètica - OKB-1                                 | Unió Soviètica - OKB-1                                 |
| 9 d'abril            |                                                           | OKB-1                                        | Suborbital                                     | Prova de míssils                               | 9 d'abril                                              | Reeixit                                                |
| 9 d'abril            | Apogeu: 100 km                                            |                                              |                                                |                                                |                                                        |                                                        |
| 12 d'abril           | Alemanya - Unió Soviètica - R-1                           | Alemanya - Unió Soviètica - R-1              | Unió Soviètica - Kapustin Iar                  | Unió Soviètica - Kapustin Iar                  | Unió Soviètica - OKB-1                                 | Unió Soviètica - OKB-1                                 |
| 12 d'abril           |                                                           | OKB-1                                        | Suborbital                                     | Prova de míssils                               | 12 d'abril                                             | Reeixit                                                |
| 12 d'abril           | Apogeu: 100 km                                            |                                              |                                                |                                                |                                                        |                                                        |
| 15 d'abril           | Alemanya - Unió Soviètica - R-1                           | Alemanya - Unió Soviètica - R-1              | Unió Soviètica - Kapustin Iar                  | Unió Soviètica - Kapustin Iar                  | Unió Soviètica - OKB-1                                 | Unió Soviètica - OKB-1                                 |
| 15 d'abril           |                                                           | OKB-1                                        | Suborbital                                     | Prova de míssils                               | 15 d'abril                                             | Reeixit                                                |
| 15 d'abril           | Apogeu: 100 km                                            |                                              |                                                |                                                |                                                        |                                                        |
| 21 d'abril 15:58     | Estats Units - Aerobee-150 (Hi)                           | Estats Units - Aerobee-150 (Hi)              | Estats Units - Holloman LC-A                   | Estats Units - Holloman LC-A                   | Estats Units - Força Aèria dels Estats Units d'Amèrica | Estats Units - Força Aèria dels Estats Units d'Amèrica |
| 21 d'abril 15:58     |                                                           | Força Aèria dels Estats Units d'Amèrica      | Suborbital                                     | Vol de proves                                  | 29 de març                                             | Reeixit                                                |
| 21 d'abril 15:58     | Apogeu: 198 km, Vol inaugural de Aerobee-150 (Aerobee-Hi) |                                              |                                                |                                                |                                                        |                                                        |
| Abril                | Unió Soviètica - R-5M Pobeda                              | Unió Soviètica - R-5M Pobeda                 | Unió Soviètica - Kapustin Iar                  | Unió Soviètica - Kapustin Iar                  | Unió Soviètica - OKB-1                                 | Unió Soviètica - OKB-1                                 |
| Abril                |                                                           | OKB-1                                        | Suborbital                                     | Prova de míssils                               | rowspan=1                                              | Reeixit                                                |
| Abril                | Apogeu: 500 km                                            |                                              |                                                |                                                |                                                        |                                                        |
| Abril                | Unió Soviètica - R-5M Pobeda                              | Unió Soviètica - R-5M Pobeda                 | Unió Soviètica - Kapustin Iar                  | Unió Soviètica - Kapustin Iar                  | Unió Soviètica - OKB-1                                 | Unió Soviètica - OKB-1                                 |
| Abril                |                                                           | OKB-1                                        | Suborbital                                     | Prova de míssils                               | rowspan=1                                              | Reeixit                                                |
| Abril                | Apogeu: 500 km                                            |                                              |                                                |                                                |                                                        |                                                        |
| Maig                 |                                                           |                                              |                                                |                                                |                                                        |                                                        |
| 21 de maig           | Unió Soviètica - R-11FM Zemlya                            | Unió Soviètica - R-11FM Zemlya               | Unió Soviètica - Kapustin Iar                  | Unió Soviètica - Kapustin Iar                  | Unió Soviètica - OKB-1                                 | Unió Soviètica - OKB-1                                 |
| 21 de maig           |                                                           | OKB-1                                        | Suborbital                                     | Prova de míssils                               | 21 de maig                                             | Reeixit                                                |
| 21 de maig           | Apogeu: 150 km                                            |                                              |                                                |                                                |                                                        |                                                        |
| Maig                 | Unió Soviètica - R-5M Pobeda                              | Unió Soviètica - R-5M Pobeda                 | Unió Soviètica - Kapustin Iar                  | Unió Soviètica - Kapustin Iar                  | Unió Soviètica - OKB-1                                 | Unió Soviètica - OKB-1                                 |
| Maig                 |                                                           | OKB-1                                        | Suborbital                                     | Prova de míssils                               | rowspan=1                                              | Reeixit                                                |
| Maig                 | Apogeu: 500 km                                            |                                              |                                                |                                                |                                                        |                                                        |
| Maig                 | Unió Soviètica - R-5M Pobeda                              | Unió Soviètica - R-5M Pobeda                 | Unió Soviètica - Kapustin Iar                  | Unió Soviètica - Kapustin Iar                  | Unió Soviètica - OKB-1                                 | Unió Soviètica - OKB-1                                 |
| Maig                 |                                                           | OKB-1                                        | Suborbital                                     | Prova de míssils                               | rowspan=1                                              | Reeixit                                                |
| Maig                 | Apogeu: 500 km                                            |                                              |                                                |                                                |                                                        |                                                        |
| Maig                 | Unió Soviètica - R-11FM Zemlya                            | Unió Soviètica - R-11FM Zemlya               | Unió Soviètica - Kapustin Iar                  | Unió Soviètica - Kapustin Iar                  | Unió Soviètica - OKB-1                                 | Unió Soviètica - OKB-1                                 |
| Maig                 |                                                           | OKB-1                                        | Suborbital                                     | Prova de míssils                               | rowspan=1                                              | Reeixit                                                |
| Maig                 | Apogeu: 150 km                                            |                                              |                                                |                                                |                                                        |                                                        |
| Maig                 | Unió Soviètica - R-11FM Zemlya                            | Unió Soviètica - R-11FM Zemlya               | Unió Soviètica - Kapustin Iar                  | Unió Soviètica - Kapustin Iar                  | Unió Soviètica - OKB-1                                 | Unió Soviètica - OKB-1                                 |
| Maig                 |                                                           | OKB-1                                        | Suborbital                                     | Prova de míssils                               | rowspan=1                                              | Reeixit                                                |
| Maig                 | Apogeu: 150 km                                            |                                              |                                                |                                                |                                                        |                                                        |
| Maig                 | Unió Soviètica - R-11FM Zemlya                            | Unió Soviètica - R-11FM Zemlya               | Unió Soviètica - Kapustin Iar                  | Unió Soviètica - Kapustin Iar                  | Unió Soviètica - OKB-1                                 | Unió Soviètica - OKB-1                                 |
| Maig                 |                                                           | OKB-1                                        | Suborbital                                     | Prova de míssils                               | rowspan=1                                              | Reeixit                                                |
| Maig                 | Apogeu: 150 km                                            |                                              |                                                |                                                |                                                        |                                                        |
| Juny                 |                                                           |                                              |                                                |                                                |                                                        |                                                        |
| 6 de juny            | Unió Soviètica - R-5M Pobeda                              | Unió Soviètica - R-5M Pobeda                 | Unió Soviètica - Kapustin Iar                  | Unió Soviètica - Kapustin Iar                  | Unió Soviètica - OKB-1                                 | Unió Soviètica - OKB-1                                 |
| 6 de juny            |                                                           | OKB-1                                        | Suborbital                                     | Prova de míssils                               | 6 de juny                                              | Reeixit                                                |
| 6 de juny            | Apogeu: 500 km                                            |                                              |                                                |                                                |                                                        |                                                        |
| 16 de juny 01:11     | Estats Units - Aerobee AJ10-27                            | Estats Units - Aerobee AJ10-27               | Estats Units - Holloman LC-A                   | Estats Units - Holloman LC-A                   | Estats Units - Força Aèria dels Estats Units d'Amèrica | Estats Units - Força Aèria dels Estats Units d'Amèrica |
| 16 de juny 01:11     |                                                           | Força Aèria dels Estats Units d'Amèrica      | Suborbital                                     |                                                | 16 de juny                                             | Reeixit                                                |
| 16 de juny 01:11     | Apogeu: 203 km                                            |                                              |                                                |                                                |                                                        |                                                        |
| 18 de juny           | Alemanya - Unió Soviètica - R-1                           | Alemanya - Unió Soviètica - R-1              | Unió Soviètica - Kapustin Iar                  | Unió Soviètica - Kapustin Iar                  | Unió Soviètica - OKB-1                                 | Unió Soviètica - OKB-1                                 |
| 18 de juny           |                                                           | OKB-1                                        | Suborbital                                     | Prova de míssils                               | 18 de juny                                             | Reeixit                                                |
| 18 de juny           | Apogeu: 100 km                                            |                                              |                                                |                                                |                                                        |                                                        |
| 22 de juny           | Unió Soviètica - R-5M Pobeda                              | Unió Soviètica - R-5M Pobeda                 | Unió Soviètica - Kapustin Iar                  | Unió Soviètica - Kapustin Iar                  | Unió Soviètica - OKB-1                                 | Unió Soviètica - OKB-1                                 |
| 22 de juny           |                                                           | OKB-1                                        | Suborbital                                     | Prova de míssils                               | 22 de juny                                             | Reeixit                                                |
| 22 de juny           | Apogeu: 500 km                                            |                                              |                                                |                                                |                                                        |                                                        |
| 23 de juny 12:40     | Estats Units - Aerobee-150 (Hi)                           | Estats Units - Aerobee-150 (Hi)              | Estats Units - Holloman LC-A                   | Estats Units - Holloman LC-A                   | Estats Units - Força Aèria dels Estats Units d'Amèrica | Estats Units - Força Aèria dels Estats Units d'Amèrica |
| 23 de juny 12:40     |                                                           | Força Aèria dels Estats Units d'Amèrica      | Suborbital                                     | Vol de proves                                  | 23 de juny                                             | Error de llançament                                    |
| 23 de juny 12:40     | Apogeu: 64 km                                             |                                              |                                                |                                                |                                                        |                                                        |
| 23 de juny           | Unió Soviètica - R-5M Pobeda                              | Unió Soviètica - R-5M Pobeda                 | Unió Soviètica - Kapustin Iar                  | Unió Soviètica - Kapustin Iar                  | Unió Soviètica - OKB-1                                 | Unió Soviètica - OKB-1                                 |
| 23 de juny           |                                                           | OKB-1                                        | Suborbital                                     | Prova de míssils                               | 23 de juny                                             | Reeixit                                                |
| 23 de juny           | Apogeu: 500 km                                            |                                              |                                                |                                                |                                                        |                                                        |
| 24 de juny 18:04     | Estats Units - Nike-Deacon                                | Estats Units - Nike-Deacon                   | Estats Units - Wallops Island                  | Estats Units - Wallops Island                  | Estats Units - Força Aèria dels Estats Units d'Amèrica | Estats Units - Força Aèria dels Estats Units d'Amèrica |
| 24 de juny 18:04     | Estats Units - DAN-2                                      | Força Aèria dels Estats Units d'Amèrica      | Suborbital                                     | Aeronomia                                      | 24 de juny                                             | Reeixit                                                |
| 24 de juny 18:04     | Apogeu: 105 km                                            |                                              |                                                |                                                |                                                        |                                                        |
| 24 de juny           | Alemanya - Unió Soviètica - R-1                           | Alemanya - Unió Soviètica - R-1              | Unió Soviètica - Kapustin Iar                  | Unió Soviètica - Kapustin Iar                  | Unió Soviètica - OKB-1                                 | Unió Soviètica - OKB-1                                 |
| 24 de juny           |                                                           | OKB-1                                        | Suborbital                                     | Prova de míssils                               | 24 de juny                                             | Reeixit                                                |
| 24 de juny           | Apogeu: 100 km                                            |                                              |                                                |                                                |                                                        |                                                        |
| Juny                 | Unió Soviètica - R-11FM Zemlya                            | Unió Soviètica - R-11FM Zemlya               | Unió Soviètica - Kapustin Iar                  | Unió Soviètica - Kapustin Iar                  | Unió Soviètica - OKB-1                                 | Unió Soviètica - OKB-1                                 |
| Juny                 |                                                           | OKB-1                                        | Suborbital                                     | Prova de míssils                               | rowspan=1                                              | Reeixit                                                |
| Juny                 | Apogeu: 150 km                                            |                                              |                                                |                                                |                                                        |                                                        |
| Juny                 | Unió Soviètica - R-11FM Zemlya                            | Unió Soviètica - R-11FM Zemlya               | Unió Soviètica - Kapustin Iar                  | Unió Soviètica - Kapustin Iar                  | Unió Soviètica - OKB-1                                 | Unió Soviètica - OKB-1                                 |
| Juny                 |                                                           | OKB-1                                        | Suborbital                                     | Prova de míssils                               | rowspan=1                                              | Reeixit                                                |
| Juny                 | Apogeu: 150 km                                            |                                              |                                                |                                                |                                                        |                                                        |
| Juny                 | Unió Soviètica - R-11FM Zemlya                            | Unió Soviètica - R-11FM Zemlya               | Unió Soviètica - Kapustin Iar                  | Unió Soviètica - Kapustin Iar                  | Unió Soviètica - OKB-1                                 | Unió Soviètica - OKB-1                                 |
| Juny                 |                                                           | OKB-1                                        | Suborbital                                     | Prova de míssils                               | rowspan=1                                              | Reeixit                                                |
| Juny                 | Apogeu: 150 km                                            |                                              |                                                |                                                |                                                        |                                                        |
| Juliol               |                                                           |                                              |                                                |                                                |                                                        |                                                        |
| 8 de juliol 08:39    | Estats Units - Aerobee RTV-N-10                           | Estats Units - Aerobee RTV-N-10              | Estats Units - White Sands LC-35               | Estats Units - White Sands LC-35               | Estats Units - Marina dels Estats Units d'Amèrica      | Estats Units - Marina dels Estats Units d'Amèrica      |
| 8 de juliol 08:39    |                                                           | NRL                                          | Suborbital                                     |                                                | 8 de juliol                                            | Reeixit                                                |
| 8 de juliol 08:39    | Apogeu: 113 km                                            |                                              |                                                |                                                |                                                        |                                                        |
| 9 de juliol          | Unió Soviètica - R-5M Pobeda                              | Unió Soviètica - R-5M Pobeda                 | Unió Soviètica - Kapustin Iar                  | Unió Soviètica - Kapustin Iar                  | Unió Soviètica - OKB-1                                 | Unió Soviètica - OKB-1                                 |
| 9 de juliol          |                                                           | OKB-1                                        | Suborbital                                     | Prova de míssils                               | 9 de juliol                                            | Reeixit                                                |
| 9 de juliol          | Apogeu: 500 km                                            |                                              |                                                |                                                |                                                        |                                                        |
| 25 de juliol         | Alemanya - Unió Soviètica - R-1                           | Alemanya - Unió Soviètica - R-1              | Unió Soviètica - Kapustin Iar                  | Unió Soviètica - Kapustin Iar                  | Unió Soviètica - OKB-1                                 | Unió Soviètica - OKB-1                                 |
| 25 de juliol         |                                                           | OKB-1                                        | Suborbital                                     | Prova de míssils                               | 25 de juliol                                           | Reeixit                                                |
| 25 de juliol         | Apogeu: 100 km                                            |                                              |                                                |                                                |                                                        |                                                        |
| 26 de juliol         | Alemanya - Unió Soviètica - R-1                           | Alemanya - Unió Soviètica - R-1              | Unió Soviètica - Kapustin Iar                  | Unió Soviètica - Kapustin Iar                  | Unió Soviètica - OKB-1                                 | Unió Soviètica - OKB-1                                 |
| 26 de juliol         |                                                           | OKB-1                                        | Suborbital                                     | Prova de míssils                               | 26 de juliol                                           | Reeixit                                                |
| 26 de juliol         | Apogeu: 100 km                                            |                                              |                                                |                                                |                                                        |                                                        |
| 29 de juliol         | Alemanya - Unió Soviètica - R-1                           | Alemanya - Unió Soviètica - R-1              | Unió Soviètica - Kapustin Iar                  | Unió Soviètica - Kapustin Iar                  | Unió Soviètica - OKB-1                                 | Unió Soviètica - OKB-1                                 |
| 29 de juliol         |                                                           | OKB-1                                        | Suborbital                                     | Prova de míssils                               | 29 de juliol                                           | Reeixit                                                |
| 29 de juliol         | Apogeu: 100 km                                            |                                              |                                                |                                                |                                                        |                                                        |
| 30 de juliol         | Unió Soviètica - R-11FM Zemlya                            | Unió Soviètica - R-11FM Zemlya               | Unió Soviètica - Kapustin Iar                  | Unió Soviètica - Kapustin Iar                  | Unió Soviètica - OKB-1                                 | Unió Soviètica - OKB-1                                 |
| 30 de juliol         |                                                           | OKB-1                                        | Suborbital                                     | Prova de míssils                               | 30 de juliol                                           | Reeixit                                                |
| 30 de juliol         | Apogeu: 150 km                                            |                                              |                                                |                                                |                                                        |                                                        |
| Juliol               | Alemanya - Unió Soviètica - R-2                           | Alemanya - Unió Soviètica - R-2              | Unió Soviètica - Kapustin Iar                  | Unió Soviètica - Kapustin Iar                  | Unió Soviètica - OKB-1                                 | Unió Soviètica - OKB-1                                 |
| Juliol               |                                                           | OKB-1                                        | Suborbital                                     | Prova de míssils                               | rowspan=1                                              | Reeixit                                                |
| Juliol               | Apogeu: 150 km                                            |                                              |                                                |                                                |                                                        |                                                        |
| Juliol               | Unió Soviètica - R-5M Pobeda                              | Unió Soviètica - R-5M Pobeda                 | Unió Soviètica - Kapustin Iar                  | Unió Soviètica - Kapustin Iar                  | Unió Soviètica - OKB-1                                 | Unió Soviètica - OKB-1                                 |
| Juliol               |                                                           | OKB-1                                        | Suborbital                                     | Prova de míssils                               | rowspan=1                                              | Reeixit                                                |
| Juliol               | Apogeu: 500 km                                            |                                              |                                                |                                                |                                                        |                                                        |
| Juliol               | Unió Soviètica - R-11FM Zemlya                            | Unió Soviètica - R-11FM Zemlya               | Unió Soviètica - Kapustin Iar                  | Unió Soviètica - Kapustin Iar                  | Unió Soviètica - OKB-1                                 | Unió Soviètica - OKB-1                                 |
| Juliol               |                                                           | OKB-1                                        | Suborbital                                     | Prova de míssils                               | rowspan=1                                              | Reeixit                                                |
| Juliol               | Apogeu: 150 km                                            |                                              |                                                |                                                |                                                        |                                                        |
| Juliol               | Unió Soviètica - R-11FM Zemlya                            | Unió Soviètica - R-11FM Zemlya               | Unió Soviètica - Kapustin Iar                  | Unió Soviètica - Kapustin Iar                  | Unió Soviètica - OKB-1                                 | Unió Soviètica - OKB-1                                 |
| Juliol               |                                                           | OKB-1                                        | Suborbital                                     | Prova de míssils                               | rowspan=1                                              | Reeixit                                                |
| Juliol               | Apogeu: 150 km                                            |                                              |                                                |                                                |                                                        |                                                        |
| Juliol               | Unió Soviètica - R-11FM Zemlya                            | Unió Soviètica - R-11FM Zemlya               | Unió Soviètica - Kapustin Iar                  | Unió Soviètica - Kapustin Iar                  | Unió Soviètica - OKB-1                                 | Unió Soviètica - OKB-1                                 |
| Juliol               |                                                           | OKB-1                                        | Suborbital                                     | Prova de míssils                               | rowspan=1                                              | Reeixit                                                |
| Juliol               | Apogeu: 150 km                                            |                                              |                                                |                                                |                                                        |                                                        |
| Agost                |                                                           |                                              |                                                |                                                |                                                        |                                                        |
| 1 d'agost            | Alemanya - Unió Soviètica - R-1                           | Alemanya - Unió Soviètica - R-1              | Unió Soviètica - Kapustin Iar                  | Unió Soviètica - Kapustin Iar                  | Unió Soviètica - OKB-1                                 | Unió Soviètica - OKB-1                                 |
| 1 d'agost            |                                                           | OKB-1                                        | Suborbital                                     | Prova de míssils                               | 1 d'agost                                              | Reeixit                                                |
| 1 d'agost            | Apogeu: 100 km                                            |                                              |                                                |                                                |                                                        |                                                        |
| 9 d'agost            | Unió Soviètica - R-5M Pobeda                              | Unió Soviètica - R-5M Pobeda                 | Unió Soviètica - Kapustin Iar                  | Unió Soviètica - Kapustin Iar                  | Unió Soviètica - OKB-1                                 | Unió Soviètica - OKB-1                                 |
| 9 d'agost            |                                                           | OKB-1                                        | Suborbital                                     | Prova de míssils                               | 9 d'agost                                              | Reeixit                                                |
| 9 d'agost            | Apogeu: 500 km                                            |                                              |                                                |                                                |                                                        |                                                        |
| 24 d'agost           | Alemanya - Unió Soviètica - R-1                           | Alemanya - Unió Soviètica - R-1              | Unió Soviètica - Kapustin Iar                  | Unió Soviètica - Kapustin Iar                  | Unió Soviètica - OKB-1                                 | Unió Soviètica - OKB-1                                 |
| 24 d'agost           |                                                           | OKB-1                                        | Suborbital                                     | Prova de míssils                               | 24 d'agost                                             | Reeixit                                                |
| 24 d'agost           | Apogeu: 100 km                                            |                                              |                                                |                                                |                                                        |                                                        |
| 25 d'agost 13:00     | Estats Units - Aerobee-150 (Hi)                           | Estats Units - Aerobee-150 (Hi)              | Estats Units - White Sands LC-35               | Estats Units - White Sands LC-35               | Estats Units - Marina dels Estats Units d'Amèrica      | Estats Units - Marina dels Estats Units d'Amèrica      |
| 25 d'agost 13:00     |                                                           | Força Aèria dels Estats Units d'Amèrica      | Suborbital                                     | Vol de proves                                  | 25 d'agost                                             | Error de llançament                                    |
| 25 d'agost 13:00     | Apogeu: 4 km                                              |                                              |                                                |                                                |                                                        |                                                        |
| 25 d'agost           | Alemanya - Unió Soviètica - R-1                           | Alemanya - Unió Soviètica - R-1              | Unió Soviètica - Kapustin Iar                  | Unió Soviètica - Kapustin Iar                  | Unió Soviètica - OKB-1                                 | Unió Soviètica - OKB-1                                 |
| 25 d'agost           |                                                           | OKB-1                                        | Suborbital                                     | Prova de míssils                               | 25 d'agost                                             | Reeixit                                                |
| 25 d'agost           | Apogeu: 100 km                                            |                                              |                                                |                                                |                                                        |                                                        |
| Agost                | Alemanya - Unió Soviètica - R-2                           | Alemanya - Unió Soviètica - R-2              | Unió Soviètica - Kapustin Iar                  | Unió Soviètica - Kapustin Iar                  | Unió Soviètica - OKB-1                                 | Unió Soviètica - OKB-1                                 |
| Agost                |                                                           | OKB-1                                        | Suborbital                                     | Prova de míssils                               | rowspan=1                                              | Reeixit                                                |
| Agost                | Apogeu: 150 km                                            |                                              |                                                |                                                |                                                        |                                                        |
| Agost                | Unió Soviètica - R-5M Pobeda                              | Unió Soviètica - R-5M Pobeda                 | Unió Soviètica - Kapustin Iar                  | Unió Soviètica - Kapustin Iar                  | Unió Soviètica - OKB-1                                 | Unió Soviètica - OKB-1                                 |
| Agost                |                                                           | OKB-1                                        | Suborbital                                     | Prova de míssils                               | rowspan=1                                              | Reeixit                                                |
| Agost                | Apogeu: 500 km                                            |                                              |                                                |                                                |                                                        |                                                        |
| Setembre             |                                                           |                                              |                                                |                                                |                                                        |                                                        |
| 12 de setembre 14:32 | Unió Soviètica - R-11FM Zemlya                            | Unió Soviètica - R-11FM Zemlya               | Unió Soviètica - B-67, Mar Blanca              | Unió Soviètica - B-67, Mar Blanca              | Unió Soviètica - OKB-1                                 | Unió Soviètica - OKB-1                                 |
| 12 de setembre 14:32 |                                                           | OKB-1                                        | Suborbital                                     | Prova de míssils                               | 12 de setembre                                         | Reeixit                                                |
| 12 de setembre 14:32 | Apogeu: 150 km                                            |                                              |                                                |                                                |                                                        |                                                        |
| 23 de setembre       | Estats Units - X-17                                       | Estats Units - X-17                          | Estats Units - Cap Canaveral LC-3              | Estats Units - Cap Canaveral LC-3              | Estats Units - Força Aèria dels Estats Units d'Amèrica | Estats Units - Força Aèria dels Estats Units d'Amèrica |
| 23 de setembre       |                                                           | Força Aèria dels Estats Units d'Amèrica      | Suborbital                                     | Vol de proves                                  | 23 de setembre                                         | Error de llançament                                    |
| 23 de setembre       | Apogeu: 5 km                                              |                                              |                                                |                                                |                                                        |                                                        |
| 23 de setembre 20:34 | Estats Units - Loki Rockoon                               | Estats Units - Loki Rockoon                  | Estats Units - - USS Staten Island, AO-12 LP-1 | Estats Units - - USS Staten Island, AO-12 LP-1 | Estats Units - Marina dels Estats Units d'Amèrica      | Estats Units - Marina dels Estats Units d'Amèrica      |
| 23 de setembre 20:34 |                                                           | SUI                                          | Suborbital                                     | Ionosfèric Aeronomia                           | 23 de setembre                                         | Reeixit                                                |
| 23 de setembre 20:34 | Apogeu: 100 km                                            |                                              |                                                |                                                |                                                        |                                                        |
| 24 de setembre 16:35 | Estats Units - Deacon Rockoon                             | Estats Units - Deacon Rockoon                | Estats Units - USS Staten Island, AO-13 LP-2   | Estats Units - USS Staten Island, AO-13 LP-2   | Estats Units - Marina dels Estats Units d'Amèrica      | Estats Units - Marina dels Estats Units d'Amèrica      |
| 24 de setembre 16:35 |                                                           | SUI                                          | Suborbital                                     | Ionosfèric Aeronomia                           | 24 de setembre                                         | Reeixit                                                |
| 24 de setembre 16:35 | Apogeu: 100 km                                            |                                              |                                                |                                                |                                                        |                                                        |
| 24 de setembre 21:09 | Estats Units - Loki Rockoon                               | Estats Units - Loki Rockoon                  | Estats Units - USS Staten Island, AO-13 LP-3   | Estats Units - USS Staten Island, AO-13 LP-3   | Estats Units - Marina dels Estats Units d'Amèrica      | Estats Units - Marina dels Estats Units d'Amèrica      |
| 24 de setembre 21:09 |                                                           | SUI                                          | Suborbital                                     | Ionosfèric Aeronomia                           | 24 de setembre                                         | Reeixit                                                |
| 24 de setembre 21:09 | Apogeu: 100 km                                            |                                              |                                                |                                                |                                                        |                                                        |
| 25 de setembre 20:39 | Estats Units - Loki Rockoon                               | Estats Units - Loki Rockoon                  | Estats Units - USS Staten Island, AO-13 LP-4   | Estats Units - USS Staten Island, AO-13 LP-4   | Estats Units - Marina dels Estats Units d'Amèrica      | Estats Units - Marina dels Estats Units d'Amèrica      |
| 25 de setembre 20:39 |                                                           | SUI                                          | Suborbital                                     | Ionosfèric Aeronomia                           | 25 de setembre                                         | Error de llançament                                    |
| 25 de setembre 20:39 | Apogeu: 11 km                                             |                                              |                                                |                                                |                                                        |                                                        |
| 27 de setembre 19:12 | Estats Units - Deacon Rockoon                             | Estats Units - Deacon Rockoon                | Estats Units - USS Staten Island, AO-13 LP-20  | Estats Units - USS Staten Island, AO-13 LP-20  | Estats Units - Marina dels Estats Units d'Amèrica      | Estats Units - Marina dels Estats Units d'Amèrica      |
| 27 de setembre 19:12 |                                                           | NRL                                          | Suborbital                                     | Ionosfèric Aeronomia                           | 27 de setembre                                         | Error de llançament                                    |
| 27 de setembre 19:12 | Apogeu: 11 km                                             |                                              |                                                |                                                |                                                        |                                                        |
| 27 de setembre 20:54 | Estats Units - Deacon Rockoon                             | Estats Units - Deacon Rockoon                | Estats Units - USS Staten Island, AO-13 LP-5   | Estats Units - USS Staten Island, AO-13 LP-5   | Estats Units - Marina dels Estats Units d'Amèrica      | Estats Units - Marina dels Estats Units d'Amèrica      |
| 27 de setembre 20:54 |                                                           | SUI                                          | Suborbital                                     | Ionosfèric Aeronomia                           | 27 de setembre                                         | Reeixit                                                |
| 27 de setembre 20:54 | Apogeu: 100 km                                            |                                              |                                                |                                                |                                                        |                                                        |
| 28 de setembre 01:13 | Estats Units - Loki Rockoon                               | Estats Units - Loki Rockoon                  | Estats Units - USS Staten Island, AO-13 LP-6   | Estats Units - USS Staten Island, AO-13 LP-6   | Estats Units - Marina dels Estats Units d'Amèrica      | Estats Units - Marina dels Estats Units d'Amèrica      |
| 28 de setembre 01:13 |                                                           | SUI                                          | Suborbital                                     | Ionosfèric Aeronomia                           | 28 de setembre                                         | Error de llançament                                    |
| 28 de setembre 01:13 | Apogeu: 100 km                                            |                                              |                                                |                                                |                                                        |                                                        |
| 28 de setembre 14:54 | Estats Units - Deacon Rockoon                             | Estats Units - Deacon Rockoon                | Estats Units - USS Staten Island, AO-13 LP-7   | Estats Units - USS Staten Island, AO-13 LP-7   | Estats Units - Marina dels Estats Units d'Amèrica      | Estats Units - Marina dels Estats Units d'Amèrica      |
| 28 de setembre 14:54 |                                                           | SUI                                          | Suborbital                                     | Ionosfèric Aeronomia                           | 28 de setembre                                         | Reeixit                                                |
| 28 de setembre 14:54 | Apogeu: 100 km                                            |                                              |                                                |                                                |                                                        |                                                        |
| 28 de setembre 17:40 | Estats Units - Deacon Rockoon                             | Estats Units - Deacon Rockoon                | Estats Units - USS Staten Island, AO-13 LP-22  | Estats Units - USS Staten Island, AO-13 LP-22  | Estats Units - Marina dels Estats Units d'Amèrica      | Estats Units - Marina dels Estats Units d'Amèrica      |
| 28 de setembre 17:40 |                                                           | NRL                                          | Suborbital                                     | Ionosfèric Aeronomia                           | 28 de setembre                                         | Error de llançament                                    |
| 28 de setembre 17:40 | Apogeu: 11 km                                             |                                              |                                                |                                                |                                                        |                                                        |
| 28 de setembre 19:22 | Estats Units - Deacon-Loki Rockoon                        | Estats Units - Deacon-Loki Rockoon           | Estats Units - USS Staten Island, AO-13 LP-8   | Estats Units - USS Staten Island, AO-13 LP-8   | Estats Units - Marina dels Estats Units d'Amèrica      | Estats Units - Marina dels Estats Units d'Amèrica      |
| 28 de setembre 19:22 |                                                           | SUI                                          | Suborbital                                     | Vol de proves                                  | 28 de setembre                                         | Error de llançament                                    |
| 28 de setembre 19:22 | Apogeu: 102 km                                            |                                              |                                                |                                                |                                                        |                                                        |
| 29 de setembre 13:42 | Estats Units - Deacon Rockoon                             | Estats Units - Deacon Rockoon                | Estats Units - USS Staten Island, AO-13 LP-9   | Estats Units - USS Staten Island, AO-13 LP-9   | Estats Units - Marina dels Estats Units d'Amèrica      | Estats Units - Marina dels Estats Units d'Amèrica      |
| 29 de setembre 13:42 |                                                           | SUI                                          | Suborbital                                     | Ionosfèric Aeronomia                           | 29 de setembre                                         | Reeixit                                                |
| 29 de setembre 13:42 | Apogeu: 100 km                                            |                                              |                                                |                                                |                                                        |                                                        |
| 29 de setembre 19:13 | Estats Units - Deacon Rockoon                             | Estats Units - Deacon Rockoon                | Estats Units - USS Staten Island, AO-13 LP-10  | Estats Units - USS Staten Island, AO-13 LP-10  | Estats Units - Marina dels Estats Units d'Amèrica      | Estats Units - Marina dels Estats Units d'Amèrica      |
| 29 de setembre 19:13 |                                                           | SUI                                          | Suborbital                                     | Ionosfèric Aeronomia                           | 29 de setembre                                         | Reeixit                                                |
| 29 de setembre 19:13 | Apogeu: 100 km                                            |                                              |                                                |                                                |                                                        |                                                        |
| 29 de setembre 21:52 | Estats Units - Deacon-Loki Rockoon                        | Estats Units - Deacon-Loki Rockoon           | Estats Units - USS Staten Island, AO-13 LP-11  | Estats Units - USS Staten Island, AO-13 LP-11  | Estats Units - Marina dels Estats Units d'Amèrica      | Estats Units - Marina dels Estats Units d'Amèrica      |
| 29 de setembre 21:52 |                                                           | SUI                                          | Suborbital                                     | Ionosfèric Aeronomia                           | 29 de setembre                                         | Error de llançament                                    |
| 29 de setembre 21:52 | Apogeu: 100 km                                            |                                              |                                                |                                                |                                                        |                                                        |
| 30 de setembre 20:10 | Estats Units - Loki Rockoon                               | Estats Units - Loki Rockoon                  | Estats Units - USS Staten Island, AO-13 LP-12  | Estats Units - USS Staten Island, AO-13 LP-12  | Estats Units - Marina dels Estats Units d'Amèrica      | Estats Units - Marina dels Estats Units d'Amèrica      |
| 30 de setembre 20:10 |                                                           | SUI                                          | Suborbital                                     | Ionosfèric Aeronomia                           | 30 de setembre                                         | Reeixit                                                |
| 30 de setembre 20:10 | Apogeu: 100 km                                            |                                              |                                                |                                                |                                                        |                                                        |
| Setembre             | Unió Soviètica - R-5M Pobeda                              | Unió Soviètica - R-5M Pobeda                 | Unió Soviètica - Kapustin Iar                  | Unió Soviètica - Kapustin Iar                  | Unió Soviètica - OKB-1                                 | Unió Soviètica - OKB-1                                 |
| Setembre             |                                                           | OKB-1                                        | Suborbital                                     | Prova de míssils                               | rowspan=1                                              | Reeixit                                                |
| Setembre             | Apogeu: 500 km                                            |                                              |                                                |                                                |                                                        |                                                        |
| Setembre             | Unió Soviètica - R-5M Pobeda                              | Unió Soviètica - R-5M Pobeda                 | Unió Soviètica - Kapustin Iar                  | Unió Soviètica - Kapustin Iar                  | Unió Soviètica - OKB-1                                 | Unió Soviètica - OKB-1                                 |
| Setembre             |                                                           | OKB-1                                        | Suborbital                                     | Prova de míssils                               | rowspan=1                                              | Reeixit                                                |
| Setembre             | Apogeu: 500 km                                            |                                              |                                                |                                                |                                                        |                                                        |
| Setembre             | Unió Soviètica - R-5M Pobeda                              | Unió Soviètica - R-5M Pobeda                 | Unió Soviètica - Kapustin Iar                  | Unió Soviètica - Kapustin Iar                  | Unió Soviètica - OKB-1                                 | Unió Soviètica - OKB-1                                 |
| Setembre             |                                                           | OKB-1                                        | Suborbital                                     | Prova de míssils                               | rowspan=1                                              | Reeixit                                                |
| Setembre             | Apogeu: 500 km                                            |                                              |                                                |                                                |                                                        |                                                        |
| Octubre              |                                                           |                                              |                                                |                                                |                                                        |                                                        |
| 4 d'octubre 21:18    | Estats Units - Loki Rockoon                               | Estats Units - Loki Rockoon                  | Estats Units - USS Staten Island, AO-13 LP-13  | Estats Units - USS Staten Island, AO-13 LP-13  | Estats Units - Marina dels Estats Units d'Amèrica      | Estats Units - Marina dels Estats Units d'Amèrica      |
| 4 d'octubre 21:18    |                                                           | SUI                                          | Suborbital                                     | Ionosfèric Aeronomia                           | 4 d'octubre                                            | Reeixit                                                |
| 4 d'octubre 21:18    | Apogeu: 100 km                                            |                                              |                                                |                                                |                                                        |                                                        |
| 5 d'octubre          | Alemanya - Unió Soviètica - R-1                           | Alemanya - Unió Soviètica - R-1              | Unió Soviètica - Kapustin Iar                  | Unió Soviètica - Kapustin Iar                  | Unió Soviètica - OKB-1                                 | Unió Soviètica - OKB-1                                 |
| 5 d'octubre          |                                                           | OKB-1                                        | Suborbital                                     | Prova de míssils                               | 5 d'octubre                                            | Reeixit                                                |
| 5 d'octubre          | Apogeu: 100 km                                            |                                              |                                                |                                                |                                                        |                                                        |
| 6 d'octubre 10:45    | Estats Units - Deacon Rockoon                             | Estats Units - Deacon Rockoon                | Estats Units - USS Staten Island, AO-13 LP-23  | Estats Units - USS Staten Island, AO-13 LP-23  | Estats Units - Marina dels Estats Units d'Amèrica      | Estats Units - Marina dels Estats Units d'Amèrica      |
| 6 d'octubre 10:45    |                                                           | NRL                                          | Suborbital                                     | Ionosfèric Aeronomia                           | 6 d'octubre                                            | Error de llançament                                    |
| 6 d'octubre 10:45    | Apogeu: 11 km                                             |                                              |                                                |                                                |                                                        |                                                        |
| 6 d'octubre 19:10    | Estats Units - Deacon Rockoon                             | Estats Units - Deacon Rockoon                | Estats Units - USS Staten Island, AO-13 LP-14  | Estats Units - USS Staten Island, AO-13 LP-14  | Estats Units - Marina dels Estats Units d'Amèrica      | Estats Units - Marina dels Estats Units d'Amèrica      |
| 6 d'octubre 19:10    |                                                           | SUI                                          | Suborbital                                     | Ionosfèric Aeronomia                           | 6 d'octubre                                            | Reeixit                                                |
| 6 d'octubre 19:10    | Apogeu: 100 km                                            |                                              |                                                |                                                |                                                        |                                                        |
| 8 d'octubre          | Alemanya - Unió Soviètica - R-1                           | Alemanya - Unió Soviètica - R-1              | Unió Soviètica - Kapustin Iar                  | Unió Soviètica - Kapustin Iar                  | Unió Soviètica - OKB-1                                 | Unió Soviètica - OKB-1                                 |
| 8 d'octubre          |                                                           | OKB-1                                        | Suborbital                                     | Prova de míssils                               | 8 d'octubre                                            | Reeixit                                                |
| 8 d'octubre          | Apogeu: 100 km                                            |                                              |                                                |                                                |                                                        |                                                        |
| 11 d'octubre 14:33   | Estats Units - Deacon Rockoon                             | Estats Units - Deacon Rockoon                | Estats Units - USS Staten Island, AO-13 LP-15  | Estats Units - USS Staten Island, AO-13 LP-15  | Estats Units - Marina dels Estats Units d'Amèrica      | Estats Units - Marina dels Estats Units d'Amèrica      |
| 11 d'octubre 14:33   |                                                           | SUI                                          | Suborbital                                     | Ionosfèric Aeronomia                           | 11 d'octubre                                           | Error de llançament                                    |
| 11 d'octubre 14:33   | Apogeu: 20 km                                             |                                              |                                                |                                                |                                                        |                                                        |
| 13 d'octubre 01:00   | Estats Units - Aerobee RTV-A-1a                           | Estats Units - Aerobee RTV-A-1a              | Estats Units - Holloman LC-A                   | Estats Units - Holloman LC-A                   | Estats Units - Força Aèria dels Estats Units d'Amèrica | Estats Units - Força Aèria dels Estats Units d'Amèrica |
| 13 d'octubre 01:00   |                                                           | Força Aèria dels Estats Units d'Amèrica      | Suborbital                                     | Sodium release                                 | 13 d'octubre                                           | Reeixit                                                |
| 13 d'octubre 01:00   | Apogeu: 101 km                                            |                                              |                                                |                                                |                                                        |                                                        |
| 13 d'octubre 12:44   | Estats Units - Deacon Rockoon                             | Estats Units - Deacon Rockoon                | Estats Units - USS Staten Island, AO-13 LP-16  | Estats Units - USS Staten Island, AO-13 LP-16  | Estats Units - Marina dels Estats Units d'Amèrica      | Estats Units - Marina dels Estats Units d'Amèrica      |
| 13 d'octubre 12:44   |                                                           | SUI                                          | Suborbital                                     | Ionosfèric Aeronomia                           | 13 d'octubre                                           | Reeixit                                                |
| 13 d'octubre 12:44   | Apogeu: 100 km                                            |                                              |                                                |                                                |                                                        |                                                        |
| 13 d'octubre 13:42   | Estats Units - Deacon Rockoon                             | Estats Units - Deacon Rockoon                | Estats Units - USS Staten Island, AO-13 LP-26  | Estats Units - USS Staten Island, AO-13 LP-26  | Estats Units - Marina dels Estats Units d'Amèrica      | Estats Units - Marina dels Estats Units d'Amèrica      |
| 13 d'octubre 13:42   |                                                           | NRL                                          | Suborbital                                     | Ionosfèric Aeronomia                           | 13 d'octubre                                           | Error de llançament                                    |
| 13 d'octubre 13:42   | Apogeu: 50 km                                             |                                              |                                                |                                                |                                                        |                                                        |
| 13 d'octubre 15:24   | Estats Units - Deacon Rockoon                             | Estats Units - Deacon Rockoon                | Estats Units - USS Staten Island, AO-13 LP-17  | Estats Units - USS Staten Island, AO-13 LP-17  | Estats Units - Marina dels Estats Units d'Amèrica      | Estats Units - Marina dels Estats Units d'Amèrica      |
| 13 d'octubre 15:24   |                                                           | SUI                                          | Suborbital                                     | Ionosfèric Aeronomia                           | 13 d'octubre                                           | Error de llançament                                    |
| 13 d'octubre 15:24   | Apogeu: 20 km                                             |                                              |                                                |                                                |                                                        |                                                        |
| 13 d'octubre 20:13   | Estats Units - Deacon Rockoon                             | Estats Units - Deacon Rockoon                | Estats Units - USS Staten Island, AO-13 LP-18  | Estats Units - USS Staten Island, AO-13 LP-18  | Estats Units - Marina dels Estats Units d'Amèrica      | Estats Units - Marina dels Estats Units d'Amèrica      |
| 13 d'octubre 20:13   |                                                           | SUI                                          | Suborbital                                     | Ionosfèric Aeronomia                           | 13 d'octubre                                           | Reeixit                                                |
| 13 d'octubre 20:13   | Apogeu: 100 km                                            |                                              |                                                |                                                |                                                        |                                                        |
| 18 d'octubre 22:49   | Estats Units - Aerobee RTV-N-10c                          | Estats Units - Aerobee RTV-N-10c             | Estats Units - White Sands LC-35               | Estats Units - White Sands LC-35               | Estats Units - Marina dels Estats Units d'Amèrica      | Estats Units - Marina dels Estats Units d'Amèrica      |
| 18 d'octubre 22:49   | Estats Units - Airglow                                    | NRL                                          | Suborbital                                     | Solar                                          | 18 d'octubre                                           | Reeixit                                                |
| 18 d'octubre 22:49   | Apogeu: 101 km                                            |                                              |                                                |                                                |                                                        |                                                        |
| 22 d'octubre 00:20   | Estats Units - Aerobee RTV-N-10c                          | Estats Units - Aerobee RTV-N-10c             | Estats Units - White Sands LC-35               | Estats Units - White Sands LC-35               | Estats Units - Marina dels Estats Units d'Amèrica      | Estats Units - Marina dels Estats Units d'Amèrica      |
| 22 d'octubre 00:20   | Estats Units - Airglow                                    | NRL                                          | Suborbital                                     | Solar                                          | 22 d'octubre                                           | Reeixit                                                |
| 22 d'octubre 00:20   | Apogeu: 185 km                                            |                                              |                                                |                                                |                                                        |                                                        |
| Octubre              | Unió Soviètica - R-5M Pobeda                              | Unió Soviètica - R-5M Pobeda                 | Unió Soviètica - Kapustin Iar                  | Unió Soviètica - Kapustin Iar                  | Unió Soviètica - OKB-1                                 | Unió Soviètica - OKB-1                                 |
| Octubre              |                                                           | OKB-1                                        | Suborbital                                     | Prova de míssils                               | rowspan=1                                              | Reeixit                                                |
| Octubre              | Apogeu: 500 km                                            |                                              |                                                |                                                |                                                        |                                                        |
| Octubre              | Unió Soviètica - R-5M Pobeda                              | Unió Soviètica - R-5M Pobeda                 | Unió Soviètica - Kapustin Iar                  | Unió Soviètica - Kapustin Iar                  | Unió Soviètica - OKB-1                                 | Unió Soviètica - OKB-1                                 |
| Octubre              |                                                           | OKB-1                                        | Suborbital                                     | Prova de míssils                               | rowspan=1                                              | Reeixit                                                |
| Octubre              | Apogeu: 500 km                                            |                                              |                                                |                                                |                                                        |                                                        |
| Novembre             |                                                           |                                              |                                                |                                                |                                                        |                                                        |
| 4 de novembre 15:30  | Estats Units - Aerobee RTV-N-10c                          | Estats Units - Aerobee RTV-N-10c             | Estats Units - White Sands LC-35               | Estats Units - White Sands LC-35               | Estats Units - Marina dels Estats Units d'Amèrica      | Estats Units - Marina dels Estats Units d'Amèrica      |
| 4 de novembre 15:30  | Estats Units - Airglow                                    | NRL                                          | Suborbital                                     | Solar                                          | 4 de novembre                                          | Reeixit                                                |
| 4 de novembre 15:30  | Apogeu: 135 km                                            |                                              |                                                |                                                |                                                        |                                                        |
| 5 de novembre        | Alemanya - Unió Soviètica - R-1E                          | Alemanya - Unió Soviètica - R-1E             | Unió Soviètica - Kapustin Iar                  | Unió Soviètica - Kapustin Iar                  | Unió Soviètica - OKB-1                                 | Unió Soviètica - OKB-1                                 |
| 5 de novembre        |                                                           | OKB-1                                        | Suborbital                                     | Biològic                                       | 5 de novembre                                          | Reeixit                                                |
| 5 de novembre        | Apogeu: 100 km                                            |                                              |                                                |                                                |                                                        |                                                        |
| 17 de novembre 09:15 | Estats Units - Aerobee RTV-N-10                           | Estats Units - Aerobee RTV-N-10              | Estats Units - White Sands LC-35               | Estats Units - White Sands LC-35               | Estats Units - Marina dels Estats Units d'Amèrica      | Estats Units - Marina dels Estats Units d'Amèrica      |
| 17 de novembre 09:15 |                                                           | NRL                                          | Suborbital                                     |                                                | 17 de novembre                                         | Reeixit                                                |
| 17 de novembre 09:15 | Apogeu: 105 km                                            |                                              |                                                |                                                |                                                        |                                                        |
| 19 de novembre       | Unió Soviètica - R-5M Pobeda                              | Unió Soviètica - R-5M Pobeda                 | Unió Soviètica - Kapustin Iar                  | Unió Soviètica - Kapustin Iar                  | Unió Soviètica - OKB-1                                 | Unió Soviètica - OKB-1                                 |
| 19 de novembre       |                                                           | OKB-1                                        | Suborbital                                     | Prova de míssils                               | 19 de novembre                                         | Reeixit                                                |
| 19 de novembre       | Apogeu: 500 km                                            |                                              |                                                |                                                |                                                        |                                                        |
| 29 de novembre 17:16 | Estats Units - Aerobee RTV-N-10                           | Estats Units - Aerobee RTV-N-10              | Estats Units - White Sands LC-35               | Estats Units - White Sands LC-35               | Estats Units - Marina dels Estats Units d'Amèrica      | Estats Units - Marina dels Estats Units d'Amèrica      |
| 29 de novembre 17:16 |                                                           | NRL                                          | Suborbital                                     |                                                | 29 de novembre                                         | Reeixit                                                |
| 29 de novembre 17:16 | Apogeu: 132 km                                            |                                              |                                                |                                                |                                                        |                                                        |
| Novembre             | Unió Soviètica - R-5M Pobeda                              | Unió Soviètica - R-5M Pobeda                 | Unió Soviètica - Kapustin Iar                  | Unió Soviètica - Kapustin Iar                  | Unió Soviètica - OKB-1                                 | Unió Soviètica - OKB-1                                 |
| Novembre             |                                                           | OKB-1                                        | Suborbital                                     | Prova de míssils                               | rowspan=1                                              | Reeixit                                                |
| Novembre             | Apogeu: 500 km                                            |                                              |                                                |                                                |                                                        |                                                        |
| Novembre             | Unió Soviètica - R-5M Pobeda                              | Unió Soviètica - R-5M Pobeda                 | Unió Soviètica - Kapustin Iar                  | Unió Soviètica - Kapustin Iar                  | Unió Soviètica - OKB-1                                 | Unió Soviètica - OKB-1                                 |
| Novembre             |                                                           | OKB-1                                        | Suborbital                                     | Prova de míssils                               | rowspan=1                                              | Reeixit                                                |
| Novembre             | Apogeu: 500 km                                            |                                              |                                                |                                                |                                                        |                                                        |
| Desembre             |                                                           |                                              |                                                |                                                |                                                        |                                                        |
| 1 de desembre        | Estats Units - X-17                                       | Estats Units - X-17                          | Estats Units - Cape Canaveral LC-3             | Estats Units - Cape Canaveral LC-3             | Estats Units - Força Aèria dels Estats Units d'Amèrica | Estats Units - Força Aèria dels Estats Units d'Amèrica |
| 1 de desembre        |                                                           | Força Aèria dels Estats Units d'Amèrica      | Suborbital                                     | Vol de proves                                  | 1 de desembre                                          | Reeixit                                                |
| 1 de desembre        | Apogeu: 100 km                                            |                                              |                                                |                                                |                                                        |                                                        |
| 9 de desembre 14:50  | Estats Units - Aerobee-150 (Hi)                           | Estats Units - Aerobee-150 (Hi)              | Estats Units - White Sands LC-35               | Estats Units - White Sands LC-35               | Estats Units - Marina dels Estats Units d'Amèrica      | Estats Units - Marina dels Estats Units d'Amèrica      |
| 9 de desembre 14:50  |                                                           | Força Aèria dels Estats Units d'Amèrica      | Suborbital                                     | Vol de proves                                  | 9 de desembre                                          | Error de llançament                                    |
| 19 de març 05:00     | Estats Units - Aerobee RTV-N-10a                          | Estats Units - Aerobee RTV-N-10a             | Estats Units - White Sands LC-35               | Estats Units - White Sands LC-35               | Estats Units - Marina dels Estats Units d'Amèrica      | Estats Units - Marina dels Estats Units d'Amèrica      |
| 19 de març 05:00     | Estats Units - Airglow                                    | NRL                                          | Suborbital                                     |                                                | 13 de desembre                                         | Reeixit                                                |
| 19 de març 05:00     | Apogeu: 142 km                                            |                                              |                                                |                                                |                                                        |                                                        |
| 13 de desembre 17:58 | Estats Units - Aerobee AJ10-27                            | Estats Units - Aerobee AJ10-27               | Estats Units - Holloman LC-A                   | Estats Units - Holloman LC-A                   | Estats Units - Força Aèria dels Estats Units d'Amèrica | Estats Units - Força Aèria dels Estats Units d'Amèrica |
| 13 de desembre 17:58 |                                                           | Força Aèria dels Estats Units d'Amèrica      | Suborbital                                     | Solar                                          | 13 de desembre                                         | Reeixit                                                |
| 13 de desembre 17:58 | Apogeu: 138 km                                            |                                              |                                                |                                                |                                                        |                                                        |
| 30 de desembre       | Unió Soviètica - R-11M Zemlya                             | Unió Soviètica - R-11M Zemlya                | Unió Soviètica - Kapustin Iar                  | Unió Soviètica - Kapustin Iar                  | Unió Soviètica - OKB-1                                 | Unió Soviètica - OKB-1                                 |
| 30 de desembre       |                                                           | OKB-1                                        | Suborbital                                     | Prova de míssils                               | 30 de desembre                                         | Desconegut                                             |
| 30 de desembre       | Apogeu: 150 km, Vol inaugural de R-11M                    |                                              |                                                |                                                |                                                        |                                                        |